# Leszek Dawid
Leszek Dawid (ur. 6 marca 1971 w Kluczborku) – polski reżyser i scenarzysta filmowy.

## Życiorys
Absolwent Wydziału Reżyserii Filmowej i Telewizyjnej PWSFTviT w Łodzi (2003, dyplom w 2005).
W 2004 roku otrzymał nominację do Paszportu Polityki za etiudę Bar na Viktorii (2003).
W 2012 nakręcił film Jesteś Bogiem na podstawie losów Piotra „Magika” Łuszcza, Sebastiana „Rahima” Salberta oraz Wojciecha „Fokusa” Alszera, śląskich hip-hopowców, założycieli zespołu Paktofonika. Scenariusz do filmu stworzył Maciej Pisuk, na podstawie własnej książki Paktofonika. Przewodnik Krytyki Politycznej.

## Nagrody i wyróżnienia
- 2011 – Nagroda główna – KI – Festiwal „KinoPolska”[1]
- 2011 – Nagroda im. Stanisława Różewicza – KI – Koszaliński Festiwal Debiutów Filmowych „Młodzi i Film”[1]
- 2012 – Nagroda za debiut reżyserski lub drugi film – Jesteś Bogiem – 37. Festiwal Polskich Filmów Fabularnych w Gdyni[5]
- 2012 – Nagroda dziennikarzy – Jesteś Bogiem – 37. Festiwal Polskich Filmów Fabularnych w Gdyni[6]
- 2012 – Nominacja w kategorii odkrycie roku – KI – Polskie Nagrody Filmowe[1]
- 2012 – Nagroda główna w konkursie polskich filmów fabularnych – KI – Międzynarodowy Festiwal Kina Niezależnego Off Plus Camera[1]

## Filmografia

### Filmy dokumentalne i krótkometrażowe
- 1999: Jest życie piękne (scenariusz, reżyseria; film dokumentalny/krótkometrażowy)
- 2000: Geronimo (reżyseria; film dokumentalny/krótkometrażowy)
- 2001: Janek (reżyseria; film krótkometrażowy)
- 2002: Post Scriptum (scenariusz, reżyseria; film krótkometrażowy)
- 2003: Bar na Viktorii (scenariusz, reżyseria; film dokumentalny)
- 2004: Moje miejsce (scenariusz, reżyseria; film krótkometrażowy)
- 2008: Zaungaste – zza płotu (scenariusz, reżyseria; film dokumentalny)
- 2010: W drodze (scenariusz, reżyseria; film dokumentalny)

### Filmy fabularne
- 2011: Ki (scenariusz, reżyseria)
- 2012: Jesteś Bogiem (reżyseria)[7]
- 2020: Broad Peak (reżyseria)[8]

### Seriale TV
- 2015–2016: Pakt (reżyseria; sensacyjny, thriller)
- 2018: Nielegalni (reżyseria; sensacyjny)
- 2020: W głębi lasu (reżyseria; kryminał)[7]
- 2021: Układ (reżyseria; kryminał)
- 2023: Informacja zwrotna (reżyseria; thriller)